# Superamor
Superamor es el disco solista número 12 de la cantautora de rock Fabiana Cantilo. 

## Características
El álbum contiene 12 nuevas canciones que compuso entre julio de 2014 y enero de 2015, varias de ellas junto a Lisandro Aristimuño, director musical y productor del álbum. Se pueden escuchar "ritmos folklóricos, baladas marcianas, melodías renacentistas y letras apocalípticas" según Cantilo. Cuenta con la participación en guitarras de Ricardo Mollo, líder de Divididos, en los temas Desde el cielo y Miedo.

## Lista de temas
1. Desde el cielo (Letra y música: Fabiana Cantilo – Lisandro Aristimuño)
2. Girasoles (Letra: Fabiana Cantilo – Música: Lisandro Aristimuño y Fabiana Cantilo)
3. Terra (Letra y música: Fabiana Cantilo)
4. Payaso (Letra y música: Fabiana Cantilo)
5. Super amor (Letra y música: Fabiana Cantilo)
6. Tren (volar en círculos) (Letra y música: Fabiana Cantilo)
7. Cápsula de escape (Letra y música: Fabiana Cantilo – Lisandro Aristimuño)
8. Escritos del mar (Letra y música: Laura Casarino)
9. Bailarines de cartón (Letra y música: Fabiana Cantilo – Lisandro Aristimuño)
10. Miedo (Letra y música: Fabiana Cantilo – Lisandro Aristimuño)
11. Rocktradición (Letra y música: Fabiana Cantilo)
12. Delfines (Letra y música: Fabiana Cantilo)

## Músicos
- Fabiana Cantilo (voces)
- Lisandro Aristimuño (producción artística, arreglos de cuerdas, voces e instrumentos varios grabados en Viento Azul)
- Ricardo Mollo (guitarras en Desde el cielo y Miedo)
- Franco Mascotti (batería, bajo, teclado, cuerdas + edición y mezcla)
- Ariel Polenta (hammond, piano, teclados)
- Martin Casado (batería)
- Javier Verjano (grabación en Romaphonic)
- Laura Casarino (entrenador vocal)
- Cay Gutiérrez y Marcelo Capasso (asistencia en grabación vocal)
- Valentín López (asistencia de grabación en Viento Azul)

## Personal
- Dirección de Arte y Diseño: Bárbara Márquez
- Concepto General: Fabiana Cantilo